# Wallenia venosa
Wallenia venosa är en viveväxtart som beskrevs av August Heinrich Rudolf Grisebach. Wallenia venosa ingår i släktet Wallenia och familjen viveväxter. Inga underarter finns listade i Catalogue of Life.